# 帕特森 (加利福尼亚州)
帕特森（英語：Patterson），是美国加利福尼亚州斯坦尼斯劳斯县下属的一座城市。建市于1919年12月22日，面积大约为5.95平方英里（15.4平方公里）。根据2010年美国人口普查，该市有人口20,413人。